# Эдвардс, Гарет (режиссёр)
Гарет Эдвардс (англ. Gareth Edwards; род. в 1975 году, Нанитон, Уорикшир, Англия, Великобритания) — британский кинорежиссёр, актёр, сценарист, продюсер, оператор, художник, монтажёр.
Известен как режиссёр независимой фантастической ленты «Монстры», высокобюджетного фантастического фильма «Годзилла» и первого спин-оффа киносаги «Звёздные войны» «Изгой-один».

## Карьера
Родился в 1975 году в Англии. Ещё с детства хотел работать в кино, заявив позже в одном интервью: «Звёздные войны», безусловно, причина того, что я захотел стать кинематографистом.
Свою карьеру начал художником визуальных эффектов в научно-популярных фильмах и сериалах для британского телевидения, также выступал в качестве режиссёра и сценариста в некоторых из них («Конец света», «Perfect Disaster»).
В 2008 году Эдвардс принял участие в конкурсе «48 часов», проходившего в рамках лондонского фестиваля научно-фантастического кино (Sci-Fi-London), по правилам надо было создать жанровый короткометражный фильм всего за двое суток, без участия съёмочной группы. Работа Гарета Эдвардса «Factory Farmed» тогда заняла первое место и стала своеобразным трамплином к его первому полнометражному фильму «Монстры», вышедшему на большие экраны в 2010 году. Лента получила положительные оценки и привлекла внимание к режиссёру картины, сумевшему создать за небольшую сумму неплохой фильм (бюджет составил от 15 до 500 тыс. $).
После успеха «Монстров», Гарета Эдвардса заметили в Голливуде, где ему было предложено занять режиссёрское кресло высокобюджетной ленты «Годзилла», над которой Эдвардс закончил работу в 2014 году.
В мае 2014 года стало известно, что Эдвардс выступит режиссёром сразу к двум ожидаемым проектам: сиквелу «Годзиллы» и первому спин-оффу саги «Звёздные войны». Однако в мае 2016 года Эдвардс заявил, что отказывается от участия в создании «Годзилла 2», сославшись на усталость от напряженной работы над двумя дорогостоящими проектами подряд.

## Фильмография

### Режиссёр, сценарист и продюсер
| Год  | Название на русском                 | Режиссёр | Сценарист | Продюсер       | Примечания                                                                                         |
| ---- | ----------------------------------- | -------- | --------- | -------------- | -------------------------------------------------------------------------------------------------- |
| 2005 | Конец света                         | Да       | Да        |                | Телефильм                                                                                          |
| 2006 | Опасные катастрофы                  | Да       |           |                | Документальный сериал; Эпизоды «Супер Торнадо» и «Солнечная буря» также мастер визуальных эффектов |
| 2008 | Великие воины                       | Да       |           |                | Документальный сериал; Эпизод «Аттила — вождь гуннов»                                              |
| 2008 | Выращено на фабрике                 | Да       | Да        |                | Короткометражный фильм; также оператор-постановщик и монтажёр                                      |
| 2010 | Монстры                             | Да       | Да        |                | Также оператор-постановщик, мастер визуальных эффектов и художник-постановщик                      |
| 2014 | Годзилла                            | Да       |           |                | |
| 2014 | Монстры 2: Тёмный континент         |          |           | Исполнительный | |
| 2016 | Изгой-один. Звёздные войны: Истории | Да       |           |                | Также камео (Повстанец)                                                                            |
| 2023 | Создатель                           | Да       | Да        | Да             | |
| 2025 | Мир юрского периода: Возрождение    | Да       |           |                | |

### В другом качестве
| Год(ы)    | Название на русском                   | Роль в создании                                                    | Примечания                |
| --------- | ------------------------------------- | ------------------------------------------------------------------ | ------------------------- |
| 2002-2003 | Новая звезда                          | Аниматор (2 эпизода)                                               | Документальные сериалы    |
| 2003      | Семь чудес индустриального мира       | Визуальные эффекты (7 эпизодов)                                    | Документальные сериалы    |
| 2004      | Путешествие на Бермудский треугольник | Цифровые эффекты                                                   | Документальные телефильмы |
| 2005      | Хиросима                              | Цифровой художник                                                  | Документальные телефильмы |
| 2005      | Битва за космос                       | Художник цифровых эффектов, дизайнер цифровых эффектов (2 эпизода) | Документальный сериал     |
| 2005      | НЛО: Секреты раскрыты                 | Визуальные эффекты                                                 | Документальный телефильм  |
| 2007      | В тени Луны                           | Цифровой координатор                                               | Документальный фильм      |
| 2017      | Звёздные войны: Последние джедаи      | Камео (солдат Сопротивления)                                       |                           |
| 2020      | В погоне за детством                  | Координатор производства                                           |                           |

## Награды и номинации
| Премия                                 | Год  | Категория                                                    | Итог      | Фильм / телесериал |
| -------------------------------------- | ---- | ------------------------------------------------------------ | --------- | ------------------ |
| Прайм-тайм премия «Эмми»               | 2006 | Лучшие специальные визуальные эффекты для сериала            | Номинация | • Perfect Disaster |
| BAFTA TV                               | 2001 | Лучшие визуальные эффекты и графический дизайн               | Номинация | • Горизонт         |
| BAFTA TV                               | 2006 | Лучшие визуальные эффекты                                    | Награда   | • Хиросима         |
| BAFTA Film Award                       | 2011 | Лучший дебют британского сценариста, режиссёра или продюсера | Номинация | • Монстры          |
| Премия британского независимого кино   | 2010 | Лучший режиссёр                                              | Награда   | • Монстры          |
| Премия британского независимого кино   | 2010 | Лучшие технические достижения                                | Награда   | • Монстры          |
| Премия британского независимого кино   | 2010 | Приз Дугласа Хикокса (за лучший режиссёрский дебют)          | Номинация | • Монстры          |
| Премия «Империя»                       | 2011 | Лучший дебют                                                 | Номинация | • Монстры          |
| Премия Лондонского кружка кинокритиков | 2011 | Breakthrough British Filmmaker                               | Награда   | • Монстры          |